# Idiurus zenkeri
L'idiuro di Zenker (Idiurus zenkeri Matschie, 1894) è un mammifero roditore della famiglia degli Anomaluridi.

## Distribuzione
La specie è diffusa dalla Nigeria orientale all'Uganda.
Il suo habitat è costituito dalle foreste pluviali primarie.

## Descrizione

### Dimensioni
Misura una quindicina di centimetri di lunghezza, dei quali la metà spetta alla lunga coda, per un peso che non supera mai i 20 g: queste misure ne fanno la specie più piccola della famiglia Anomaluridae.

### Aspetto
Il pelo è di colore giallastro sul dorso e grigio-biancastro sul ventre.
Il corpo è corto e tozzo, con testa massiccia dotata di grandi occhi bruni e piccole orecchie glabre: il muso è rivolto verso il basso e dalla bocca protrudono i due incisivi superiori, che in questa specie sono molto lunghi. La coda, più lunga del corpo, è anch'essa quasi del tutto glabra, coperta com'è da una rada peluria e da ancor più rade setole allungate che spuntano solo sulla sua parte superiore. Il patagio è piccolo e concavo: anche in questa specie sono presenti le scaglie cornee sul sottocoda, tipiche della famiglia cui essa appartiene.

## Biologia
Si tratta di animali principalmente notturni che passano il giorno rannicchiati in cavità dei tronchi d'albero od al di sotto della corteccia, spesso in gruppi che contano fino a cento individui di varie età e di ambo i sessi.

Durante la notte percorre anche vari chilometri alla ricerca di cibo, spiccando salti lunghi fino a tre metri e mostrando un'eccezionale padronanza della capacità di planare, muovendosi fra i rami ed i tronchi con traiettorie di volo a "S" oppure a spirale, planando per distanze anche superiori ai 50 metri.

### Alimentazione
Si tratta di animali dalla dieta principalmente erbivora, che si nutrono di frutta, corteccia, resina e semi: probabilmente di tanto in tanto mangiano anche insetti od altri piccoli invertebrati.

### Riproduzione
Nulla si conosce circa le modalità riproduttive di questa specie, che tuttavia si pensa non differiscano di molto (se non nei tempi) da quelle delle altre specie nell'ambito della famiglia Anomaluridae.